# 南华镇 (中江县)
南华镇，是中华人民共和国四川省德阳市中江县下辖的一个乡镇级行政单位。2019年12月，撤销南山镇，将其所属行政区域划归南华镇管辖。南华镇西江北路社区、龙华社区、谭家街社区、余家河社区、龙华村、上马村、李园村、金银山村、团结村所属行政区域划归凯江镇管辖

## 行政区划
南华镇下辖以下地区：
西江北路社区、龙华社区、谭家街社区、龙华村、金银山村、上马村、李园村、老坪村、石墙村、严家湾村、五块碑村、西山村、积水村、涌泉村、苏家坝村、高桥村、金盆村、五里坡村、南渡村、团结村、前锋村、民主村、黎明村、南坝村、光辉村、茶店村、高石碑村、救水村、芦堰村、鱼池村、双石村、灌顶村、白象沟村和天元村。
2019年12月调整后，南华镇辖原南山镇和太和社区、南渡社区、集新社区、南渡村、前锋村、民主村、黎明村、南坝村、光辉村、石墙村、严家湾村、五块碑村、西山村、积水村、老坪村、涌泉村、苏家坝村、茶店村、高石碑村、救水村、芦堰村、鱼池村、双石村、灌顶村、白象沟村、天元村、高桥村、金盆村、五里坡村所属行政区域。